# Балтский район
Ба́лтский райо́н (укр. Балтський район) — административно-территориальная единица, существовавшая с 1923 по 2020 год.
С 1923 по 1924 год район входил в состав Балтского округа Одесской губернии Украинской Социалистической Советской Республики Советского Союза. С 1924 по 1940 год Балтский район входил в Автономную Молдавскую Социалистическую Советскую Республику (в 1936 году получила наименование Молдавская Автономная Советская Социалистическая Республика) в составе Украинской ССР. С 1940 по 2020 год район входил в Одесскую область УССР (до 1991 г.) и независимой Украины.
Административный центр — город Балта.

## География
Балтский район находился в историческом Подолье, на севере Одесщины. Площадь территории района — 1317 км².
По Балтскому району протекала река Кодыма.

## История
См. также История Саврани
Ранее существовал Балтский уезд Подольской губернии.
Весной 1923 года в составе Одесской губернии Украинской ССР был образован Балтский округ, в состав которого входил Балтский район. Округ был упразднён уже осенью 1924 года, а Балтский район вошёл в состав созданной на левом берегу Днестра Автономной Молдавской Социалистической Советской Республики в составе Украинской ССР (с 5 октября 1936 года автономия стала именоваться как Молдавская Автономная Советская Социалистическая Республика).
2 октября 1940 года в связи с образованием отдельной от Советской Украины Молдавской Советской Социалистической Республики часть районов бывшей Молдавской АССР, включая Балтский район, вошли в состав Одесской области Украинской ССР.
28 ноября 1957 года к Балтскому району была присоединена часть территории упразднённого Песчанского района.
4 февраля 2016 года Верховная Рада Украины приняла Постановление № 985-VIII «Об отнесении города Балта Балтского района Одесской области к категории городов областного значения», согласно которому город Балта стал городом областного значения, тем самым перестав быть частью Балтского района.
Балтский район упразднён 17 июля 2020 года в рамках административно-территориальной реформы на Украине. Территория района вошла в состав укрупнённого Подольского района.

## Население
Численность населения района — 8 362 человека (2019 год) из них сельского населения — 8 362 человека (100 %). Национальный состав (по переписи населения 2001 года): украинцы (89,9 %), русские (6,7 %), молдаване (2,0 %), также проживают белорусы и евреи (по 0,2 %). Распространены украинский (родной язык для 89,30 % населения) и русский языки (родной для 8,70 %).
В 1989 году в районе проживало 57,6 тыс. жителей, в 2001 году — 48,6 тысяч, в 2007 году — около 47 тысяч, на 1 марта 2016 года — 41,5 тысяч.
За межпереписной период из-за высокой естественной убыли и интенсивной эмиграции район потерял более четверти населения.
На 1 октября 2019 года в районе проживало 8236 человек. Резкое падение населения района связано с тем что в 2016 году город Балта стал городом областного значения, тем самым перестав быть частью Балтского района.

## Административное устройство
Количество советов:
- городских — 1
- сельских — 24

Количество населённых пунктов:
- городов — 1
- сёл — 41

## Достопримечательности
- Во многих сёлах Балтского района найдены остатки поселений трипольской культуры медно-каменного века[11]